# تاج الدموع (2012)
تاج الدموع (بالإسبانية: Corona de lágrimas)‏ هو مسلسل تلفزيوني مكسيكي تم بثه على قناة قناة النجوم منذ عام 2012.

## روابط خارجية
- تاج الدموع على موقع IMDb (الإنجليزية)
- تاج الدموع على موقع فيلمافينيتي (الإسبانية)
- تاج الدموع على موقع كينوبويسك (الروسية)
- تاج الدموع على موقع قاعدة بيانات الفيلم (الإنجليزية)